# Tino Sehgal

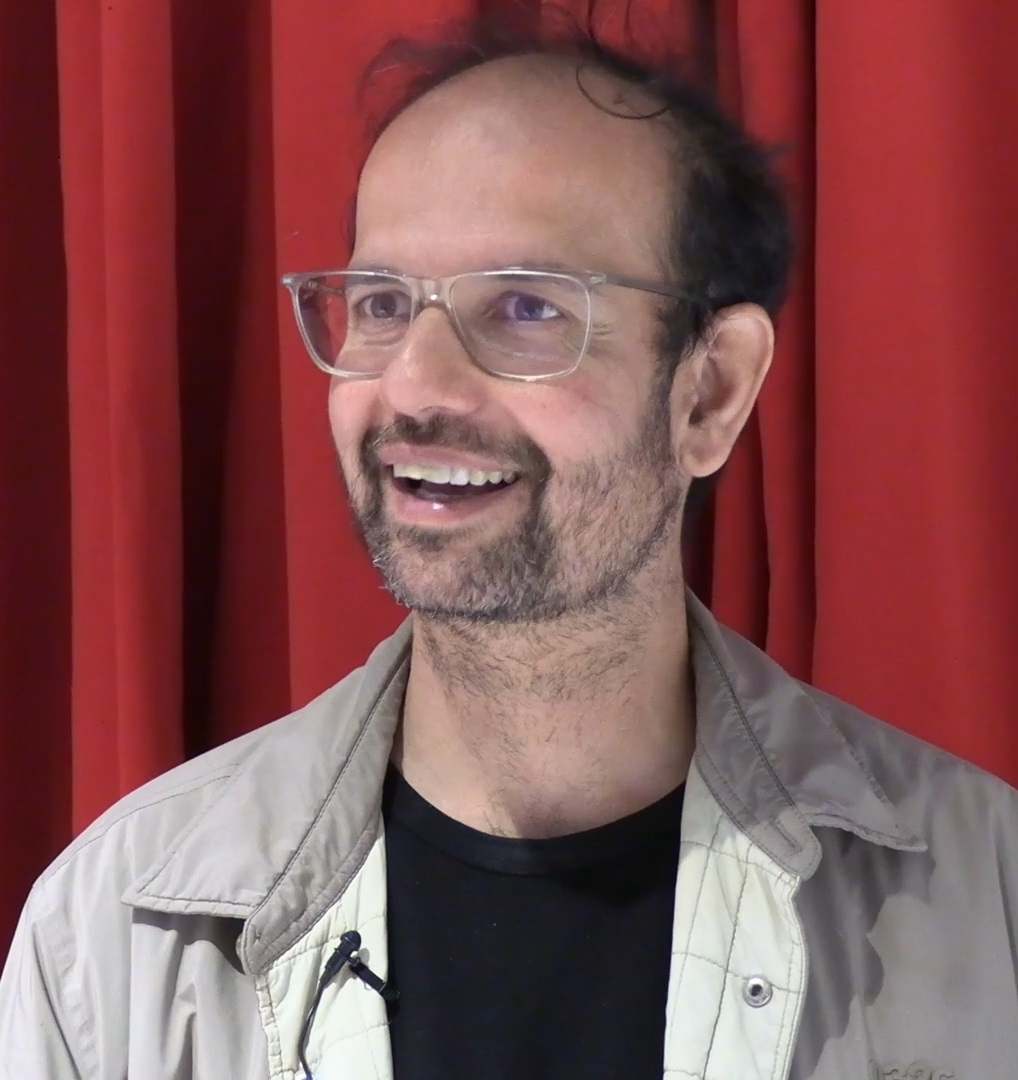
Tino Sehgal (2023)

Tino Sehgal (* 1976 in London) ist ein deutsch-britischer Künstler. Er nennt seine Werke „konstruierte Situationen“. Diese werden von instruierten Personen „interpretiert“ und existieren nur im Moment, da sie weder dokumentiert noch medial reproduziert werden dürfen.

## Leben
Tino Sehgal wurde als Sohn eines in Deutschland lebenden Inders und einer Deutschen in London geboren. Seine Schulzeit verbrachte er in Böblingen bzw. Sindelfingen. Er studierte Volkswirtschaftslehre an der Humboldt-Universität zu Berlin und Tanz an der Folkwang Universität der Künste in Essen. Er lebt in Berlin.
Zusammen mit Thomas Scheibitz gestaltete er den deutschen Pavillon bei der 51. Biennale in Venedig vom 12. Juni bis 6. November 2005. Dafür hatte er 30 Laiendarsteller für zwei Situationen ausgewählt. Zum einen This is so contemporary, was als Reflexion über die Position der Kunst in der heutigen Welt gedacht war. Im zweiten Werk, This is exchange, verwickelten die Akteure die Besucher in Diskussionen über das Thema Marktwirtschaft.
Sehgal wurde für den Preis der Nationalgalerie für junge Kunst 2007 nominiert.
Auf der dOCUMENTA (13), die 2012 in Kassel stattfand, bespielte Sehgal den lichtlosen Bode-Saal des Hugenottenhauses Kassel. Die eintretenden Besucher wurden von 12 Akteuren, einzeln oder in kleinen Gruppen, umgeben, die sie hör- und fühlbar singend, summend, kriechend, schnalzend in einem choreografisch festgelegten Grundrhythmus umtanzten und dabei versuchten, die Eingetretenen in das Geschehen einzubeziehen.
Sehgal ist mit der Kunsthistorikerin Dorothea von Hantelmann verheiratet. Das Paar hat zwei Kinder und lebt in Berlin.

## Werk
Die Kunst von Tino Sehgal nimmt allein in dem Moment Gestalt an, in dem der Zuschauer ihr begegnet. Für seine Arbeiten benutzt er Interpreten, die mit den Besuchern der jeweiligen Ausstellung in Form von Bewegungen, gesprochenen Worten oder Gesang in Kontakt treten. So lässt er zum Beispiel in einer Ausstellung als Museumswärterinnen verkleidete Interpretinnen einen Satz singen wie This is propaganda, you know, you know. Seine Arbeiten, die nur in Museen oder Kunstausstellungen realisiert werden, sind käuflich und können über Monate hinweg während der ganzen Öffnungszeit aufgeführt werden. Von sämtlichen seiner Arbeiten darf es auf ausdrücklichen Wunsch des Künstlers keine filmischen, fotografischen oder sonstige Dokumentationen geben. Auch werden keine Einladungen zu Ausstellungen gedruckt oder Katalogtexte veröffentlicht. Die An- oder Verkäufe der Werke finden ausschließlich durch mündliche Verhandlungen mit dem Künstler statt und bleiben daher nur in der Erinnerung aller Beteiligten bestehen.
In seiner Wahlheimat Berlin bekam er, ermöglicht durch den Hauptstadtkulturfonds, 2015 eine Werkschau im Martin-Gropius-Bau und ein weiteres Werk wurde im Haus der Berliner Festspiele aufgeführt.

## Auszeichnungen
- Baloise Kunst-Preis, 2004[10]
- Goldener Löwe der Kunstbiennale Venedig, 2013[11]
- Berliner Bär (B.Z.-Kulturpreis), 2013
- Globart Award, 2015
- Hans-Molfenter-Preis, 2016

## Ausstellungen
Die Werke von Tino Sehgal sind seit 2001 bei verschiedenen Ausstellungen zu erleben. Die wichtigsten davon sind:
- 2002: I promise it’s political, Museum Ludwig, Köln
- 2003: Le Plein, Galerie Jan Mot, Berlin
  - This is right, Wrong Gallery, London; Utopia Station, 50. Internationale Kunstausstellung der Biennale in Venedig
- 2004: Van Abbemuseum, Eindhoven
  - This objective of that object, Galerie Johnen & Schöttle, Köln
- 2005: ICA, London
  - Museu Serralves, Porto
- 2007: Museum für Moderne Kunst, Frankfurt am Main
  - This is so contemporary; This situation
- 2008: Magasin III, Stockholm[12]
- 2010: Solomon R. Guggenheim Museum, New York City
- 2012: Tate Gallery of Modern Art, London
  - These Associations; documenta (13), Kassel[13]
- 2015: Werkschau im Martin-Gropius-Bau
  - A year at the Stedelijk: Tino Sehgal, Stedelijk Museum, Amsterdam
- 2016: Albertinum in Dresden
  - These Associations[14][15]
  - Carte Blanche to Tino Sehgal, Palais de Tokyo, Paris
- 2017: Fondation Beyeler, Basel[16]
- 2019: Accelerator, Stockholm[17]
- 2024: This joy, Stiftung Preußische Schlösser und Gärten Berlin-Brandenburg (SPSG), Neue Kammern im Potsdamer Park Sanssouci[18]